# Saint-Hervé
Saint-Hervé (bret. Sant-Herve) – miejscowość i gmina we Francji, w regionie Bretania, w departamencie Côtes-d’Armor.
Według danych na rok 1990 gminę zamieszkiwało 409 osób, a gęstość zaludnienia wynosiła 42 osoby/km² (wśród 1269 gmin Bretanii Saint-Hervé plasuje się na 879. miejscu pod względem liczby ludności, natomiast pod względem powierzchni na miejscu 846.).